# Tagoloan (Lanao do Sul)
Tagoloan é um município de  quarta classe de renda municipal (d) na província Lanao do Sul, nas Filipinas. De acordo com o censo de 1 de maio  de  2020 possui uma população de 12 602 pessoas e 1 650 domicílios.